# Пиганиоль де Ла Форс, Жан-Эмар
Жан-Эма́р Пиганьо́ль де Ла Форс (фр. Jean-Aimar Piganiol de La Force; родился 21 сентября 1669 года, Орийак, Франция — умер, по одной из версий, в феврале 1753 года, Корменон (фр.), Франция) — французский географ и научный писатель, составитель географических справочников. Был королевским историком.

## Биография
Детство де ла Форс провёл в замке Ла-Форс (фр.) в Сен-Симоне, образование получил в колледже Орийака. Был гувернёром в семье герцога Бургундского, затем протяжении 40 лет работал домашним учителем в семье герцога Тулузского. Будучи увлечён географией, совершил множество поездок по стране и занимался сбором различных источников (в том числе свидетельств иностранцев) по истории французских областей.
Главные работы:
- «Mémoires des intendants pour l’instruction du duc de Bourgogne» (1698);
- «Description géographique et historique de la France» (1715; улучшенное издание вышло в 1752 году);
- «Nouveau voyage en France» (1724);
- «Description de la ville de Paris et de ses environs» (1742);
- «Nouveau voyage en France» (1724)
- «Nouvelle description de la France, dans laquelle on voit le Gouvernement général de ce Royaume, celui de chaque Province en particulier; et la Description des villes, maisons royales, châteaux et monuments les plus remarquables, avec des figures en taille douce», troisième édition, corrigée et considérablement augmentée, Paris, Théodore Le Gras, 1753—1754, в 13 томах.
  - Tome 1 «Isle de France»[3]
  - Tome 2 «Picardie & du Comte d’Artios»[4]
  - Tome 3 «Champagne, Brie-Champenoise, Bourgogne»[5]
  - Tome 4 «Bourgogne & Dauphine»[6]
  - Tome 5 «Provence»[7]
  - Tome 7 «Foix, Navarre & Bearn, Guyenne, Gascogne, Saintonge, Angoumois, pays d’Aunis»[8]
  - Tome 8 «Poitou & Bretagne»[9]
  - Tome 9 «Normandie»[10]
  - Tome 10 «Maine, Perche, Orleanois, Nivernois, Bourbonnois»[11]
  - Tome 11 «Lyonnois, Auvergne, Limousin, la Marche & Berry»[12]
  - Tome 12 «Touraine, l’Anjou, Saumurios, Flandre Francoise, Dunkerque, Metz, Toul & Verdun»[13]
  - Tome 13 "Alsace, Franche-Comte, Roussillion, Lorraine & Barrois "[14]
- и другие работы